# Articulation trochoïde
Une articulation trochoïde (ou articulation à pivot) est une jointure synoviale dans laquelle les surfaces articulaires sont un segment de cylindre plein et un segment de cylindre creux.
Ce type d'articulation est uni-axial avec un seul degré de liberté : une articulation cylindrique. Ce type d'articulation permet de réaliser un mouvement de rotation d'un des os sur son propre axe..
Le squelette humain possède les articulations trochoïdes suivantes :
- l'articulation atlanto-axoïdienne médiane,
- l'articulation radio-ulnaire distale,
- l'articulation radio-ulnaire proximale.